# Chichibu-Tama-Kai-Nationalpark

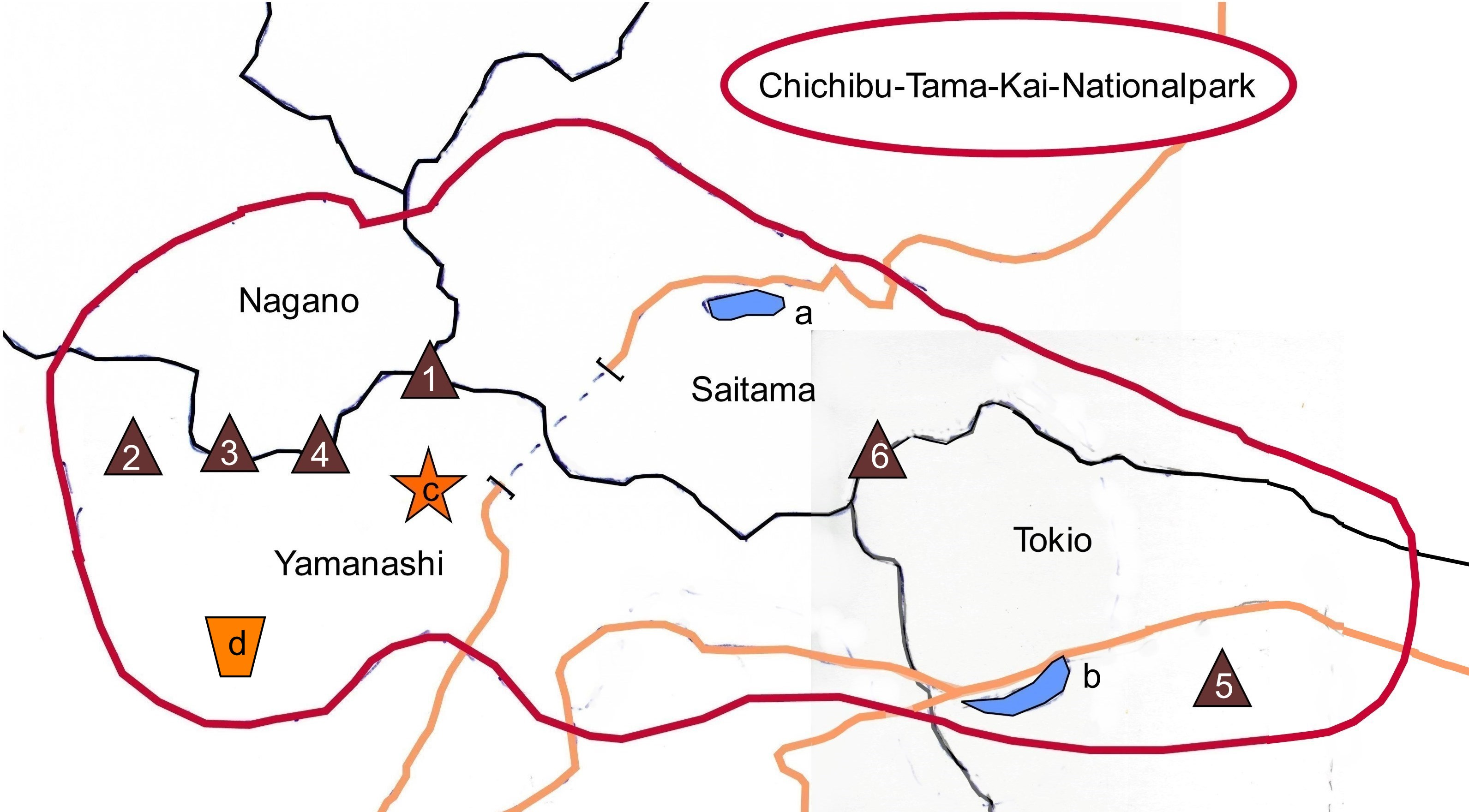
Skizze des Parkes 1: Kobushi-ga-dake, 2: Mizugaki-yama, 3: Kimpu-san, 4: Kokushi-ga-dake, 5: Mitake, 6: Mitsumine-san, a: Chichibu-See, b: Okutama-See, c: Nishizawa-Schlucht, d: Mitake-Shōsen-Schlucht

Der Chichibu-Tama-Kai-Nationalpark (japanisch 秩父多摩甲斐国立公園, Chichibu Tama Kai Kokuritsu Kōen) ist ein Nationalpark in Japan, der sich über die vier Präfekturen Saitama, Tokio, Yamanashi und Nagano erstreckt. Ursprünglich „Chichibu-Tama-Nationalpark“ genannt, nach der Region Tama als Westteil der Präfektur Tokio und der Chichibu-Region mit dem Okuchichibu-Gebirge, wurde der Name im Jahre 2000 um den alten Provinznamen „Kai“ der Präfektur Yamanashi erweitert.

## Beschreibung
Der Nationalpark mit einer Nord-Süd-Ausdehnung von 40 km und einer Ost-West-Ausdehnung von 67 km bietet am Rande von Tokio reine Natur, die zum Wandern einlädt. Da die Bergzüge von alters her natürliche Grenzen zwischen den Provinzen Musashi (heute Tokio und Saitama), Shinano (heute Nagano) und Kai (heute Yamanashi) waren, sind sie nun in einem Park vereint, der sich über vier Präfekturen erstreckt. Im Gegensatz zu vielen anderen japanischen Nationalparks hat die Gegend keinen vulkanischen Ursprung, sondern setzt sich aus Granit und anderen Gesteinen zusammen. Das Parkgebiet teilt sich auf in besonders geschützte, besondere und gewöhnliche Schutzzonen.
Der Park hat eine Reihe von Bergen über 2000 m, eine Vielzahl von Pässen und dazu tief eingeschnittene Täler. Beispielhaft ist der dicht bewaldete Höhenzug mit dem Kobushi-ga-dake (甲武信ヶ岳; 2475 m). Sein Name rührt daher, dass der Berg auf dem Provinz-Dreieck Kai (甲州), Musashi (武州) und Shinano (信州) liegt. Weitere Landmarken tragen zum Teil buddhistisch oder shintoistisch gefärbte Namen. Sie lauten:
- Kokushi-ga-dake (国師ヶ岳; 2593 m), „Kokushi“ ist ein hoher Priestertitel,
- Mizugaki-yama (瑞牆山; 2330 m),
- Kimpu-san, auch Kimpōsan (金峰山; 2599 m),
- Daibosatsu-rei (大菩薩嶺; 2056 m), „Daibosatsu“ = „Großer Heiliger“,
- Mitsumine-san (三峰山; 1101 m) und
- Mitake (御岳; 929 m) mit dem Musashi-Mitake-Schrein.

Im Tamba-Tal (丹波谷) ist die Nishizawa-Schlucht (西沢渓谷) bekannt für ihre Azaleen und Herbstlaub. Eine Reihe von Flüssen, darunter der Tamagawa und dessen Zufluss Akigawa, haben ihren Ursprung in diesem Gebiet. Zudem gibt es mit dem Chichibu-See und dem Okutama-See zwei Stauseen.

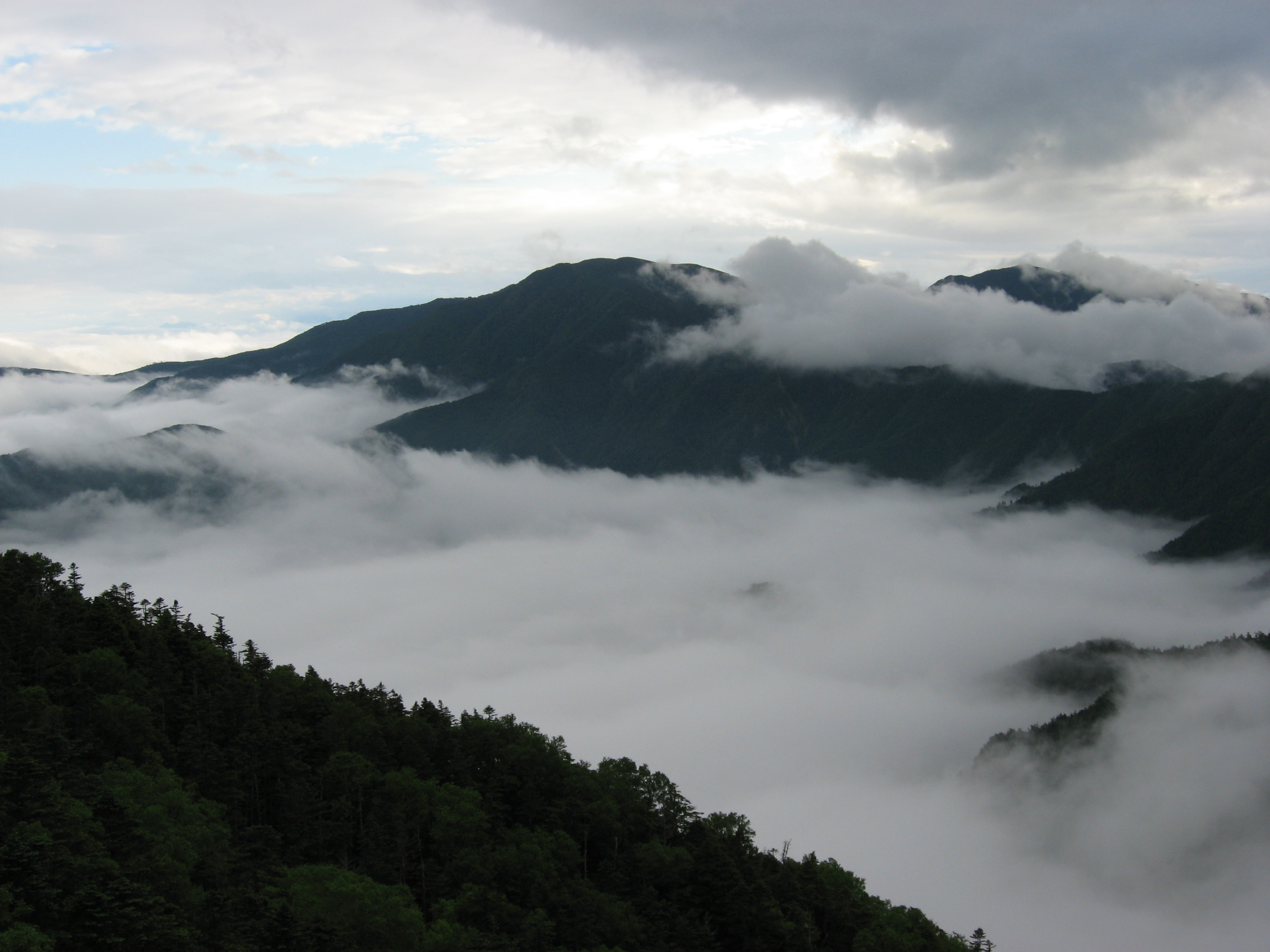
Kokushi-ga-dake vom Tokusa gesehen
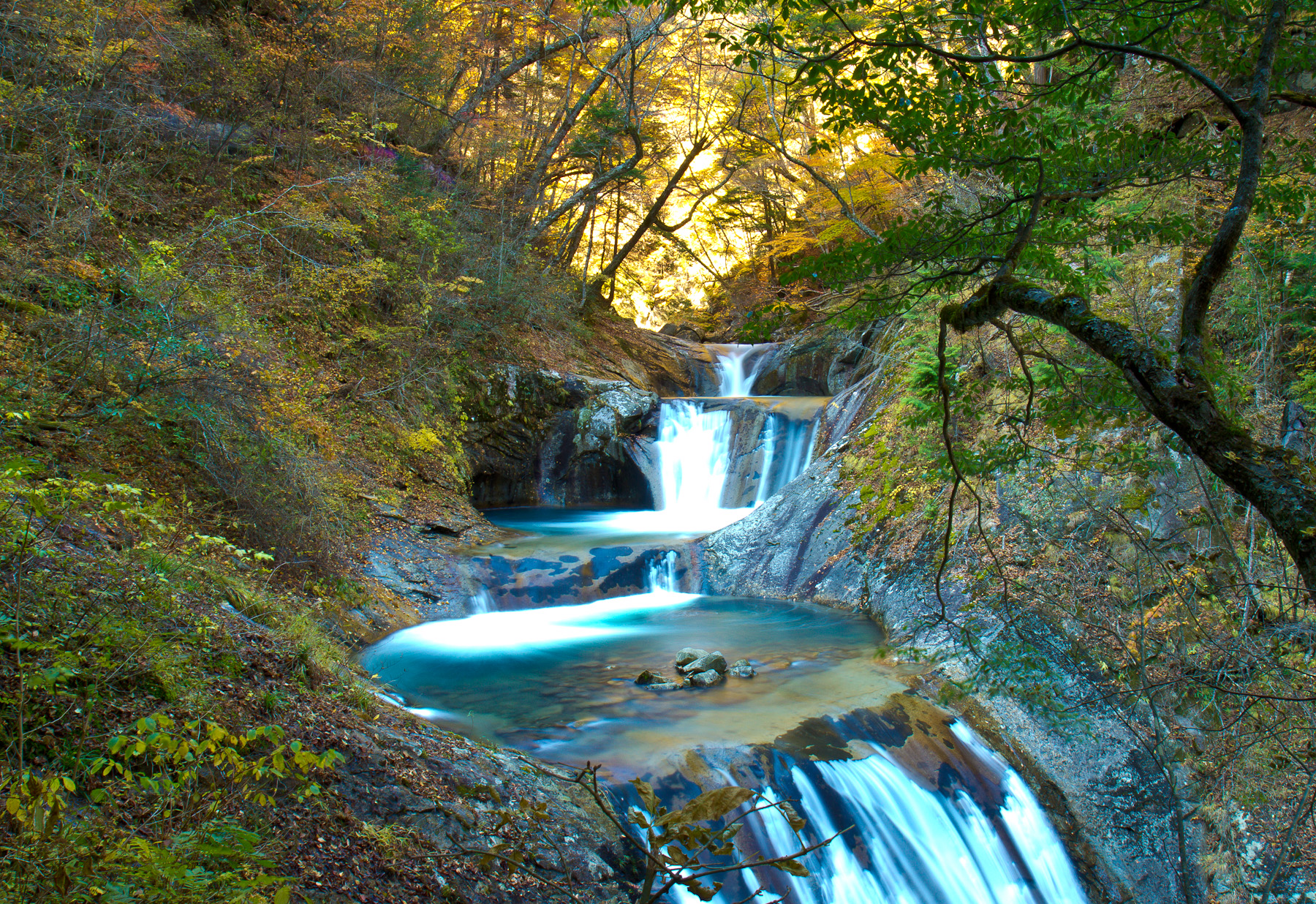
Nishizawa-Tal mit Wasserfällen
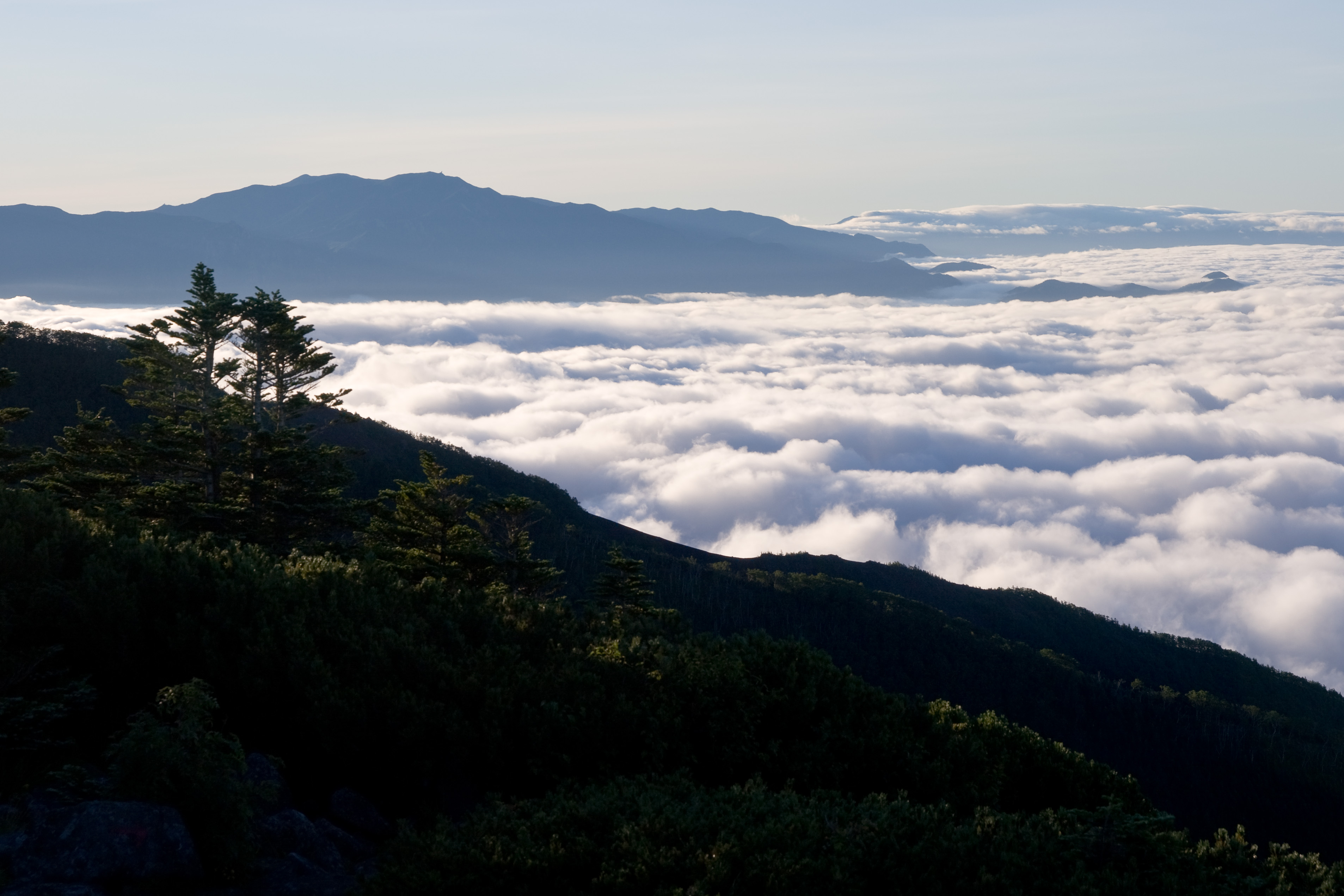
Kinpu-san vom Amigasa gesehen
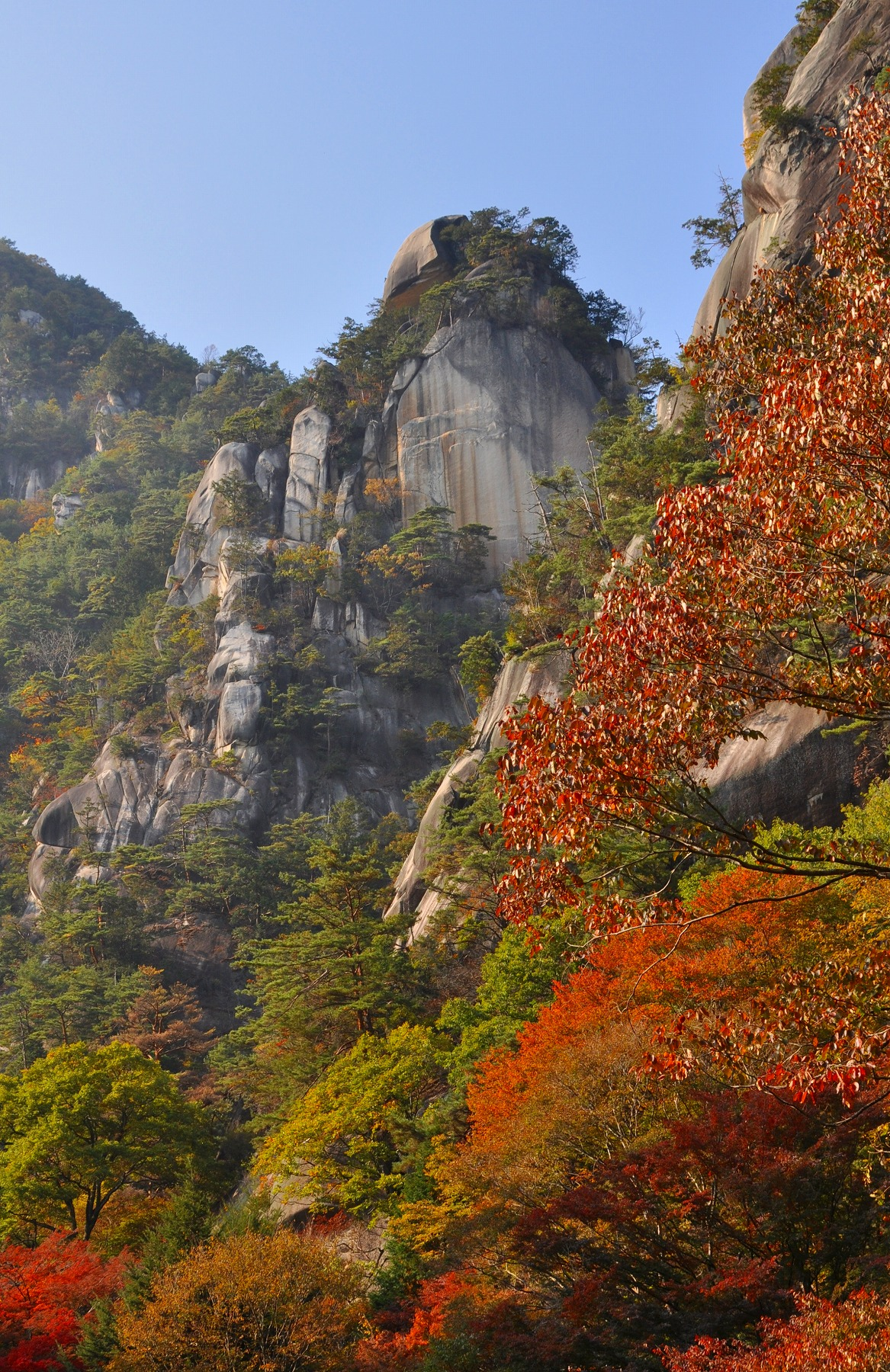
Kakuen-pō
(覚円峰)[A 2]
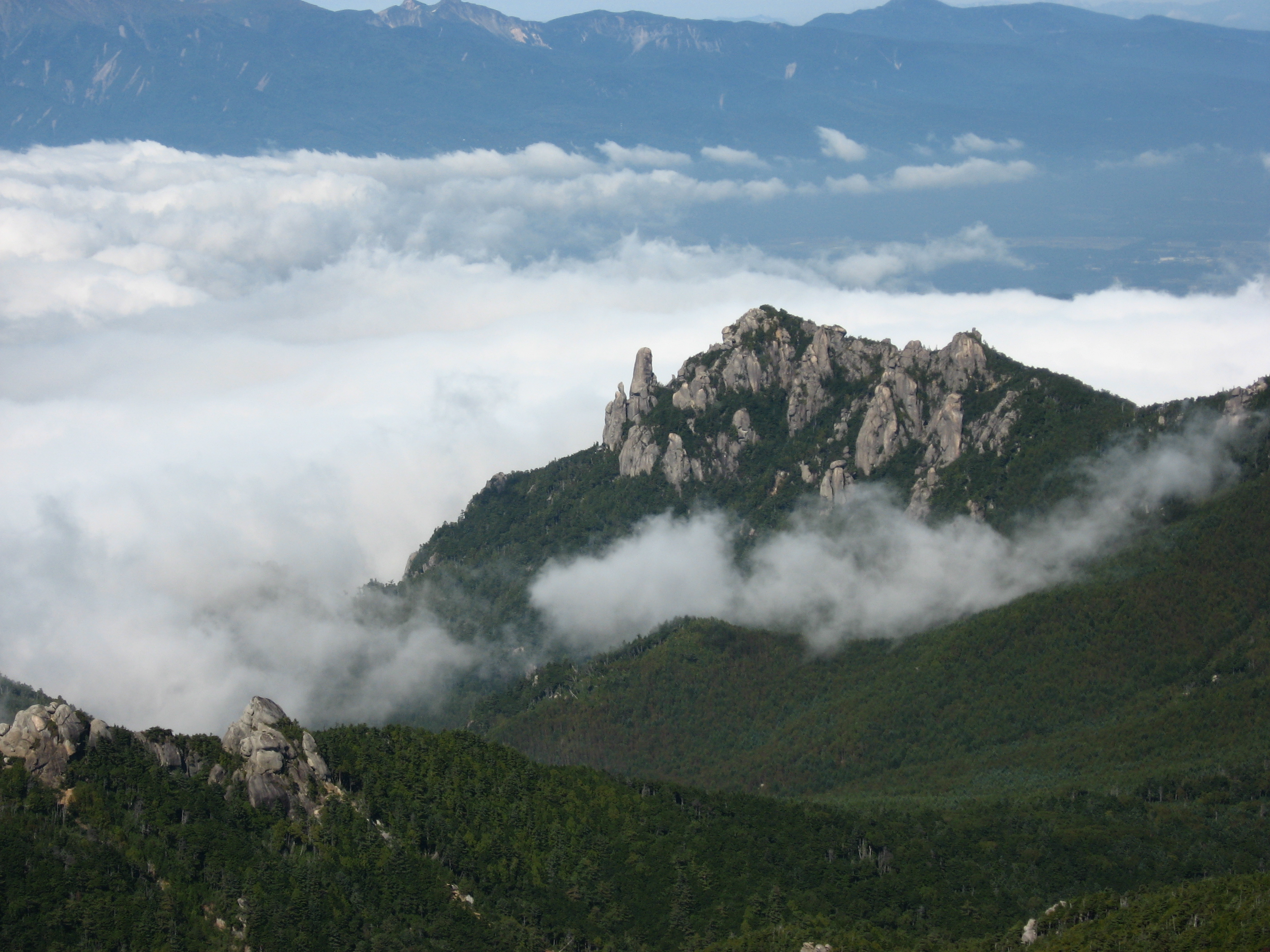
Mizugaki-yama
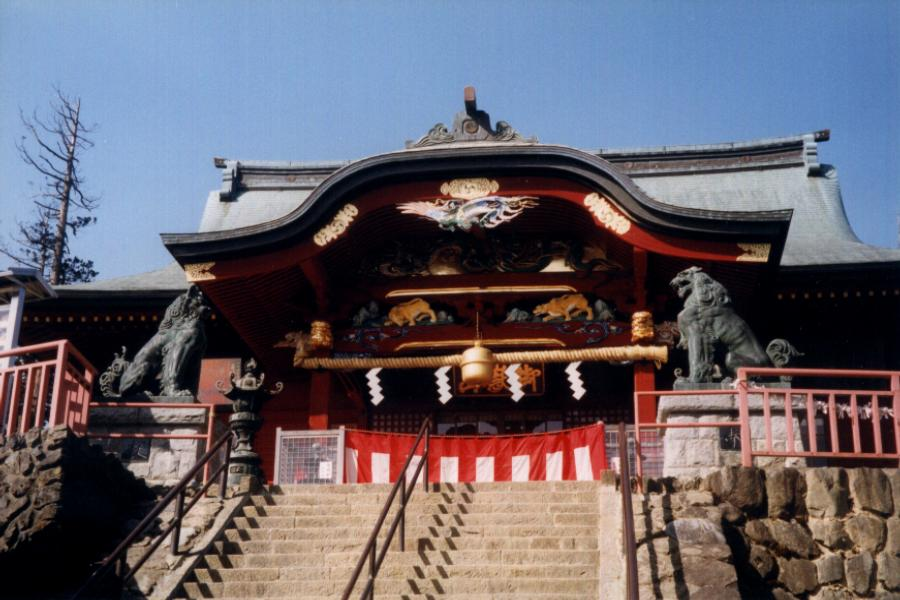
Mitake-Schrein

## Tourismus
Innerhalb eines Jahres haben zuletzt (Stand 2013) 13,96 Millionen Personen den Nationalpark besucht.